# Jennifer Condon
Jennifer Condon (* 1983 in Wollongong) ist eine australische Dirigentin und Souffleuse.

## Leben
Condon erhielt ihren elementaren Musikunterricht zunächst in Wollongong und der Kambala School in Sydney mit Förderung durch die Opera Australia, wo sich bereits erste Kontakte zur Dirigentin Simone Young ergaben.
Danach studierte sie Klavier am Konservatorium von Sydney sowie Dirigieren bei Vladimir Vais in Melbourne.
Sie arbeitete als Korrepetitor für die Melbourne City Opera und dirigierte Hoffmanns Erzählungen auf dem Sydney University Arts Festival.
2005 übersiedelte sie nach Europa und vertiefte dort ihre Studien im Dirigieren zunächst in Wien, nahm an Meisterkursen teil, und begann parallel eine Tätigkeit als Souffleuse an der Staatsoper in Hamburg.
Als Dirigentin ist sie besonders spezialisiert in deutschem und zeitgenössischem Repertoire, so zählt die Aufführung von Aribert Reimanns Lear zu ihrem wichtigsten Werk.
Als Assistenz-Dirigentin arbeitete sie unter Dirigenten wie Simon Rattle, Simone Young, Jaap van Zweden, Franz Welser-Möst, Andrew Davis und Kirill Petrenko.
2015 wurde sie als eine von 6 Dirigentinnen für das Stipendien-Programm des The Linda and Mitch Hart Institute for Women Conductors der Dallas Opera ausgewählt, und wurde dort seitdem mehrfach als Dirigentin oder Assistenz-Dirigentin engagiert.
Sie arbeitet freischaffend, vorwiegend als Assistenz-Dirigentin, darunter Engagements bei Bayerische Staatsoper, Salzburger Festspiele, Baden-Baden Festival, Wiener Staatsoper, Semperoper Dresden, Berliner Staatsoper, Bayreuth Festival, Hamburgische Staatsoper, Deutsche Oper Berlin, De Nationale Opera Amsterdam, Lyric Opera of Chicago, Oper Zürich, Ungarische Staatsoper, Dallas Opera und Neues Nationaltheater Tokio.
Des Weiteren dirigierte sie Aufführungen von Der fliegende Holländer am Musiktheater Malmö und am Festival Cultural de Mayo in Guadalajara in Mexiko.

## SapphovonPeggy Glanville-Hicks
Im Jahr 2009 erhielt Condon die Genehmigung vom Nachlassverwalter der australischen Komponistin Peggy Glanville-Hicks, deren unveröffentlichte und noch nie vollständig aufgeführte oder eingespielte Oper Sappho aus dem Jahr 1964 aufzunehmen. Nach einer zeitaufwändigen Übertragung des Manuskripts und einer längeren Suche nach Mitwirkenden konnte Condon die Oper unter ihrer eigenen Leitung im Jahre 2012 unter anderem mit Deborah Polaski, Martin Homrich, Scott MacAllister, Roman Trekel, Wolfgang Koch und John Tomlinson aufnehmen.

## Diskografie
- Peggy Glanville-Hicks: Sappho mit dem Orquestra Gulbenkian, Toccata Classics, 2012